# Zhongli Quan
Pour les articles homonymes, voir Zhongli.
Zhongli Quan (trad : 鐘離權 ou 鐘离權 ; simp : 钟离权 ; pinyin : Zhōnglí Quán ; Wade-Giles : Chung-li Ch'üan) est l’un des huit immortels, parfois considéré comme le chef du groupe. Il est représenté comme un homme d’un certain âge barbu et replet - signe d’abondance et de générosité - la poitrine et le ventre découverts dans la tenue « négligée » des héros du néotaoïsme. Son éventail de plumes - ou parfois de feuilles - souvent orné d’un gland en poils de cheval, a le pouvoir de ressusciter les morts.
Détenteur de secrets alchimiques et de longue vie, c’est selon l’école taoïste Quanzhen qui l'a titré Être accompli du Yang juste (Zhengyang zhenren 正陽真人) le maître de Lü Dongbin et l’un des Cinq Ancêtres du Nord (北五祖). Sous les empereurs Yuan qui patronnaient Quanzhen, il fut promu Seigneur par Shizu et Empereur par Külüg Khan (Yuan Wuzong).

## Identité

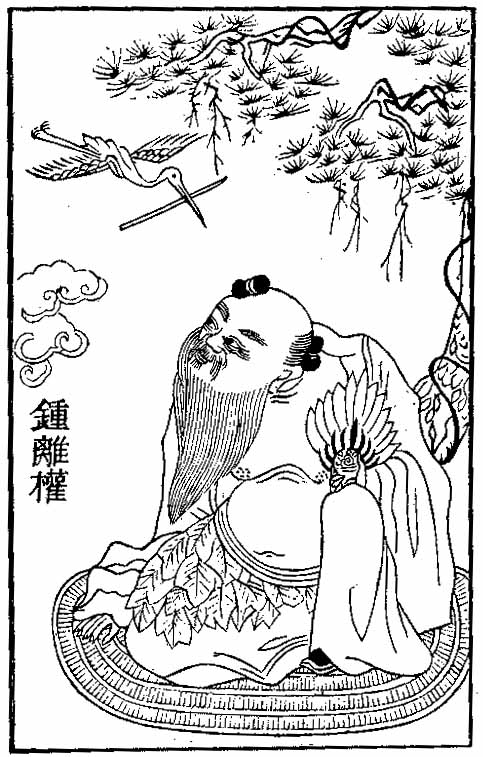
Zhongli Quan

Le personnage légendaire de Zhongli Quan est peut-être inspiré par un alchimiste-ermite ayant vécu sous les Tang ou les Cinq dynasties. Il est mentionné, ainsi que le fait qu'il aurait eu Lü Dongbin comme disciple, dans les sources datant des Cinq dynasties et des Song. L’Intégrale de la poésie des Tang (Quantangshi 全唐詩) contient trois quatrains de thème taoïste qui lui sont attribués. Il serait aussi l'auteur de la Stance du Retour du cinabre et des Stances pour dissiper les illusions et trouver la Voie juste (Pomizhengdaoge 破迷正道歌), deux textes appartenant au courant de l’alchimie interne neidan, connus par des éditions datant des Song ou des Yuan.
Zhongli serait son nom de famille et Quan son prénom, qu’il aurait changé selon certains en Jue (覺) ; son prénom social serait Shudao (寂道). On lui attribue plusieurs noms religieux : Maître de la vallée paisible (Heguzi 和谷子), Maître du yang royal (Wangyangzi 王陽子), Maître de la maison des nuages (Yunfangzi 雲房子). Il est également appelé Han Zhongli (漢鐘離) et sa légende le présente à partir des Ming comme un militaire né sous les Han orientaux à Xianyang, fils du général Zhongli Zhang (鍾離章), marquis de Yantai (燕台侯), et frère du général Zhongli Jian (鍾離簡). Néanmoins, la famille Zhongli est absente des documents historiques, et ces informations biographiques n’apparaissent pas dans les sources datant des Cinq dynasties et les Song. Certains considèrent que l’appellation Han Zhongli, ultérieurement interprétée comme « Zhongli des Han », provient en fait d’une citation qu’on lui attribue, dans laquelle il se décrit comme « Zhongli Quan, premier gaillard (han) libre du monde ».

## Légende
Il existe de nombreuses anecdotes légendaires le concernant, qui ne sont pas toujours cohérentes entre elles. Elles relatent comment il devint immortel et le montrent mettant ses pouvoirs au service de la société, transformant par exemple du cuivre en argent pour aider les victimes d’une famine.
Selon les sources Ming, sa naissance est entourée de miracles et il présente d’emblée des caractéristiques extraordinaires. Envoyé par l’empereur Han combattre les Qiang, il est trahi par son supérieur Liang Yi (粱翼) et subit une défaite cuisante. Réfugié dans une montagne, il y rencontre un religieux étranger qui le mène dans un village hors du monde, résidence du sieur Donghua (東華先生) qui lui apparaît sous la forme d'un vieillard vêtu d’une peau de cerf blanc et l’initie au Dao. Il voyage ensuite de montagne en montagne, rencontrant des immortels comme Huayang zhenren (華陽真人) ou Wang Xuanfu (王玄甫), qui lui enseignent des secrets de longue vie. Il devient lui-même immortel sur le mont Kongtong (崆峒山) à Pingliang, après y avoir découvert son propre secret d’immortalité dans un coffret de jade enfermé dans le mur de sa grotte, qui se serait ouvert durant une méditation.